# Arise Therefore
Arise Therefore  is het vierde album van Will Oldham en het tweede album wat hij uitbracht onder de naam Palace Music. Het album werd geproduceerd door Steve Albini. 

## Nummers
Alle muziek en teksten zijn geschreven door Will Oldham. 
| 1.                 | Stablemate                                             | 3:36 |
| 2.                 | A Sucker's Evening                                     | 3:01 |
| 3.                 | Arise, Therefore                                       | 4:05 |
| 4.                 | You Have Cum in Your Hair and Your Dick is Hanging Out | 3:40 |
| 5.                 | Kid of Harith                                          | 4:03 |
| 6.                 | The Sun Highlights the Lack in Each                    | 5:36 |
| 7.                 | No Gold Digger                                         | 4:05 |
| 8.                 | Disorder                                               | 3:50 |
| 9.                 | A Group of Women                                       | 3:04 |
| 10.                | Give Me Children                                       | 3:27 |
| 11.                | The Weaker Soldier                                     | 5:28 |
| Totale duur: 43:55 |                                                        |      |

## Bezetting
- Will Oldham
- David Grubbs
- Ned Oldham